# 無名水兵の記念碑 (ウクライナ)
無名水兵の記念碑（むめいすいへいのきねんひ、ウクライナ語: Пам'ятник невідомому матросу、英語: Monument to the Unknown Sailor）は、ウクライナ東部のオデッサのタラス・シェフチェンコ公園にある都市モニュメントである。
モニュメントはthe park's Alley of Gloryの一部で、両端に戦死した水兵の墓がある。モニュメントの下に永遠の炎が燃えている。

## 歴史
モニュメント建設は1957年に始まった。ドニエプル・カルパチア攻勢のオデッサ作戦で都市を防衛していた全てのソビエト連邦の水兵に敬意を表して1960年5月9日に建設された。モニュメントは赤い花崗岩で出来た高さ21メートルのオベリスクで構成される。モニュメントの下には永遠の炎が燃えていて、ソビエト海軍水兵の記憶を不滅にしている。裏通りには、ソ連邦英雄のMikhail AstashkinとVitaliy Topolskyの墓がある。
ペトロ・ポロシェンコのようなウクライナの大統領がオデッサの解放を称えるために記念碑を訪問している。イタリア やロシアのような国からの海軍代表も同様に記念碑を訪問している。地元の士官候補生からなる儀仗兵が、主に公式の祝日と式典の機会に、記念碑の警備として立っている。最近では、ナショナリストと親ロシア派の緊張の焦点となっており、2018年にナショナリストがモニュメントでen:Ribbon of Saint Georgeを燃やし、2019年4月、青銅の兵士の一部を壊してモニュメントに損害を与えたとして、少年が有罪判決を受けた。

## ギャラリー

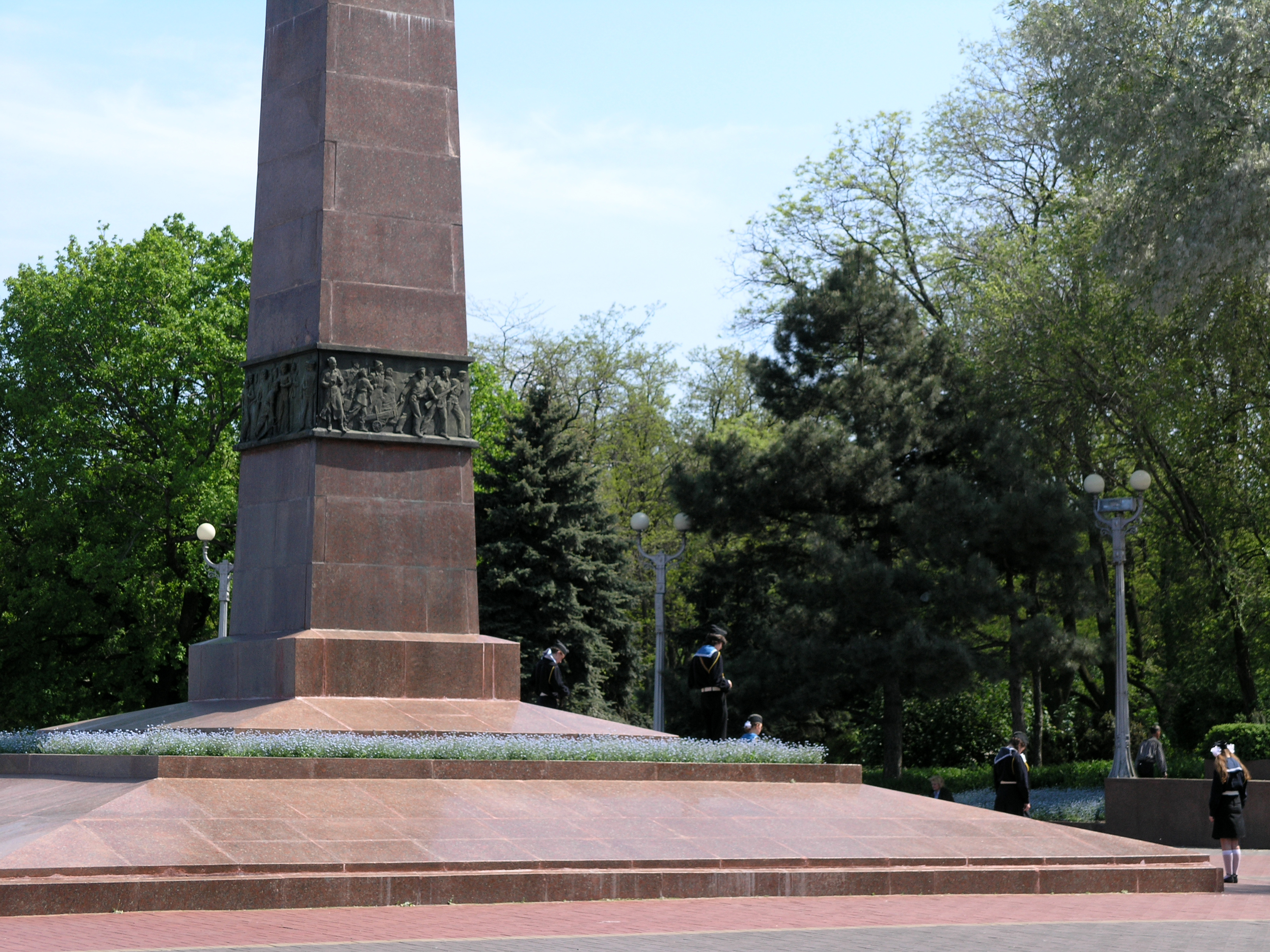
記念碑（2006年5月）
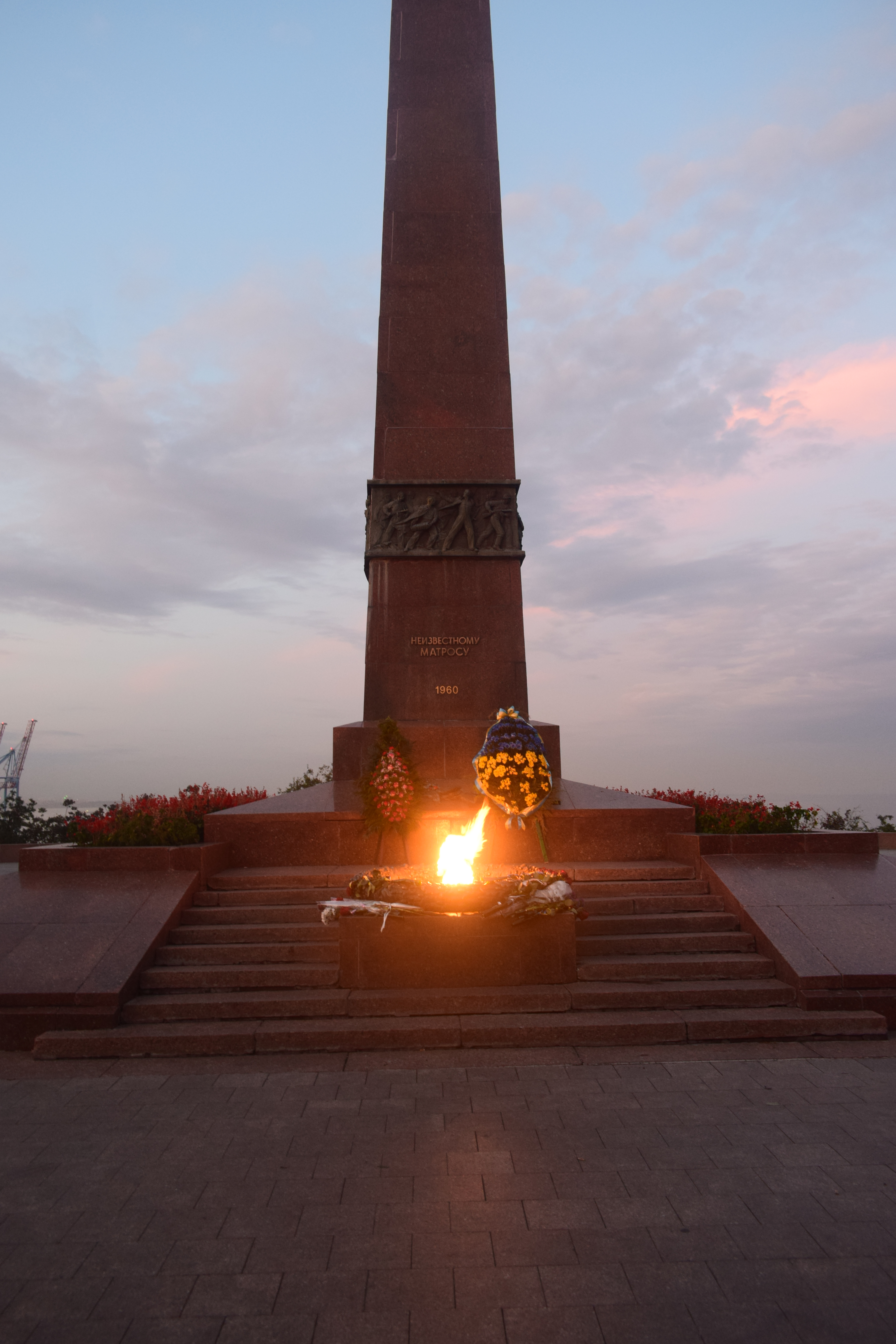
永遠の炎（夜の記念碑）
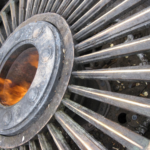
間近で見た永遠の炎
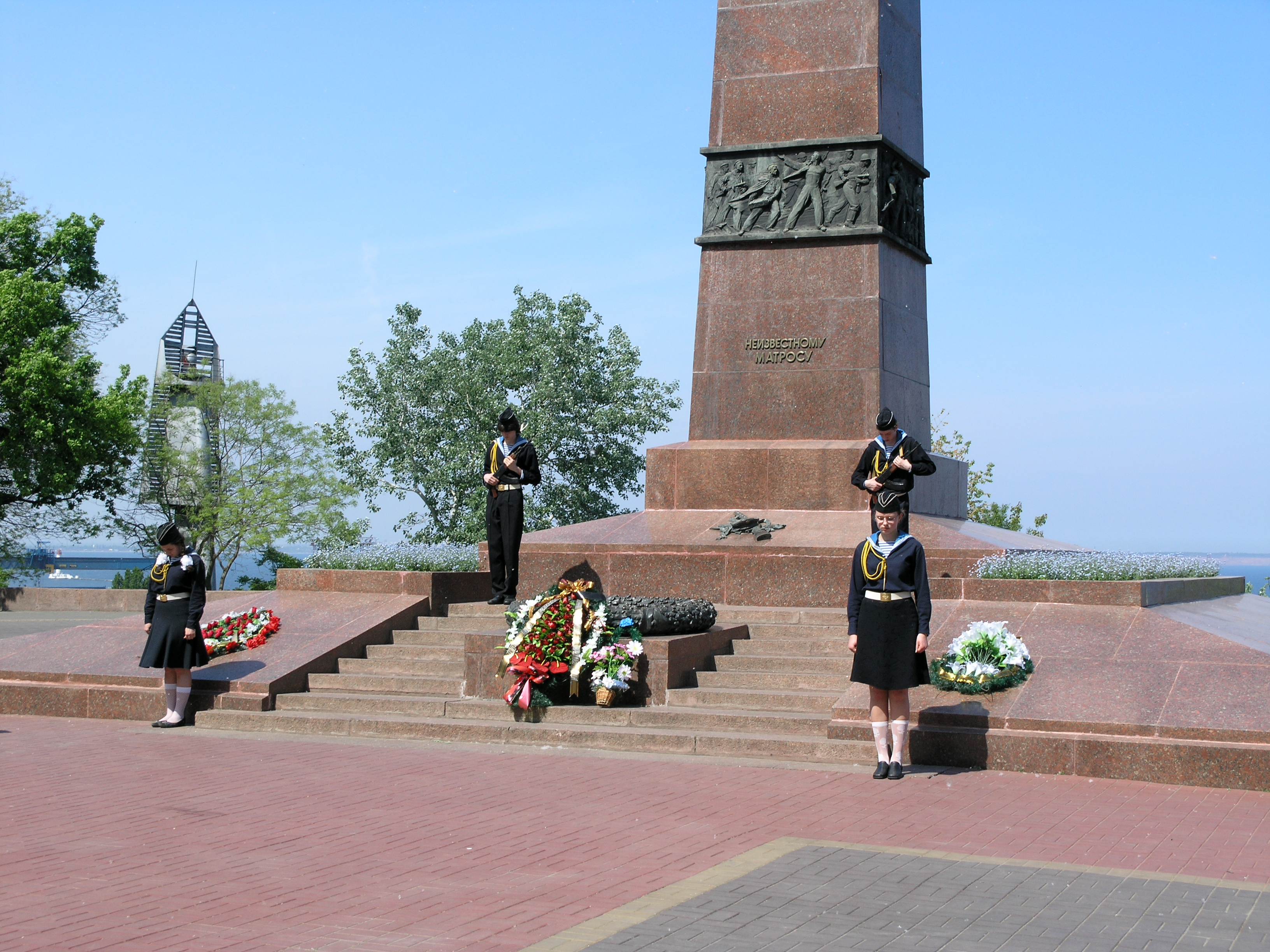
Male and female cadets bowing their heads in respect while guarding the monument.
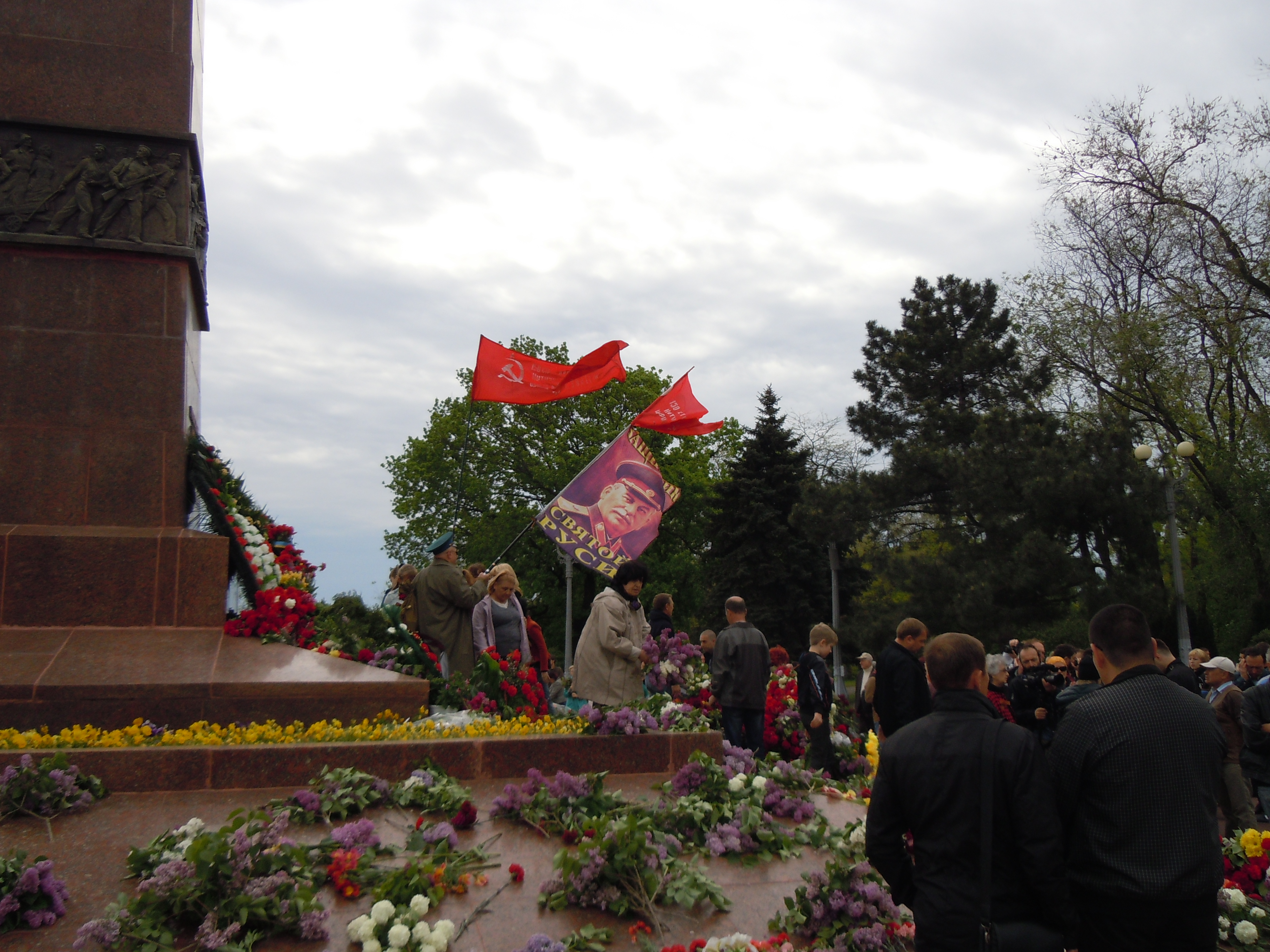
Victory Day celebrations at the monument in 2014.